# Загожиці (Підкарпатське воєводство)
Загожиці (пол. Zagorzyce) — село в Польщі, у гміні Сендзішув-Малопольський Ропчицько-Сендзішовського повіту Підкарпатського воєводства.
Населення — 3267 осіб (2011).
У 1975-1998 роках село належало до Ряшівського воєводства.

## Демографія
Демографічна структура станом на 31 березня 2011 року:
|          | Загалом | Допрацездатний вік | Працездатний вік | Постпрацездатний вік |
| -------- | ------- | ------------------ | ---------------- | -------------------- |
| Чоловіки | 1558    | 334                | 1061             | 163                  |
| Жінки    | 1709    | 420                | 928              | 361                  |
| Разом    | 3267    | 754                | 1989             | 524                  |